# Unidad Deportiva
Unidad Deportiva är en ort i Mexiko.   Den ligger i kommunen Xicotepec och delstaten Puebla, i den sydöstra delen av landet, 150 km nordost om huvudstaden Mexico City. Unidad Deportiva ligger 1 190 meter över havet och antalet invånare är 280.
Terrängen runt Unidad Deportiva är kuperad åt sydost, men åt nordväst är den bergig. Runt Unidad Deportiva är det ganska tätbefolkat, med 192 invånare per kvadratkilometer. Närmaste större samhälle är Huauchinango, 12,0 km sydväst om Unidad Deportiva. I omgivningarna runt Unidad Deportiva växer i huvudsak blandskog.